# 魏桑特-格尔曹
魏桑特-格尔曹（德語：Weißandt-Gölzau，發音：[ˈvaɪsant ˈɡœltsaʊ]）是德国萨克森-安哈尔特州安哈尔特-比特费尔德县曾经的一个市镇，面积9.51平方千米，2006年12月31日人口为1,868人。2010年1月1日，魏桑特-格尔曹与另外17个市镇合并为新市镇南安哈尔特。